# Grande-Bretagne aux Jeux olympiques de 1904
Le Royaume-Uni de Grande-Bretagne et d'Irlande n'a pas envoyé d'athlètes aux Jeux olympiques d'été de 1904 à Saint-Louis, les représentants européens sont très rares en raison du coût du déplacement.

## Liste des médaillés britanniques
| Médaille          | Nom            | Sport      | Événement                | Date      |
| ----------------- | -------------- | ---------- | ------------------------ | --------- |
| Médaille d'or     | Tom Kiely      | Athlétisme | Men's all-around         | 4 juillet |
| Médaille d'argent | John Daly (en) | Athlétisme | 2 590 m steeple masculin | 29 août   |

## Résultats par épreuve

### Athlétisme
| Épreuve                       | Place | Athlète   | Finale  |
| ----------------------------- | ----- | --------- | ------- |
| 2 590 mètres steeple masculin | 2e    | John Daly | inconnu |

| Épreuve                   | Place | Athlète       | Score total |
| ------------------------- | ----- | ------------- | ----------- |
| Concours complet masculin | 1er   | Tom Kiely     | 6 036       |
| Concours complet masculin | 4e    | John Holloway | 5 273       |